# Miltefosină
Miltefosina este un antiprotozoaric utilizat în tratamentul leishmaniozei și al amoebiazelor determinate de Naegleria fowleri și Balamuthia mandrillaris. Se poate utiliza în asociere cu paromomicină sau amfotericină B lipozomală. Calea de administrare disponibilă este cea orală.
Molecula a fost sintetizată pentru prima dată la începutul anilor 1980 și a fost studiată pentru tratamentul cancerelor. Câțiva ani mai târziu s-a descoperit utilitatea sa în leishmanioză, pentru tratamentul căreia a fost aprobată în 2002 în India. Se află pe lista medicamentelor esențiale ale Organizației Mondiale a Sănătății.